# نعام شائع

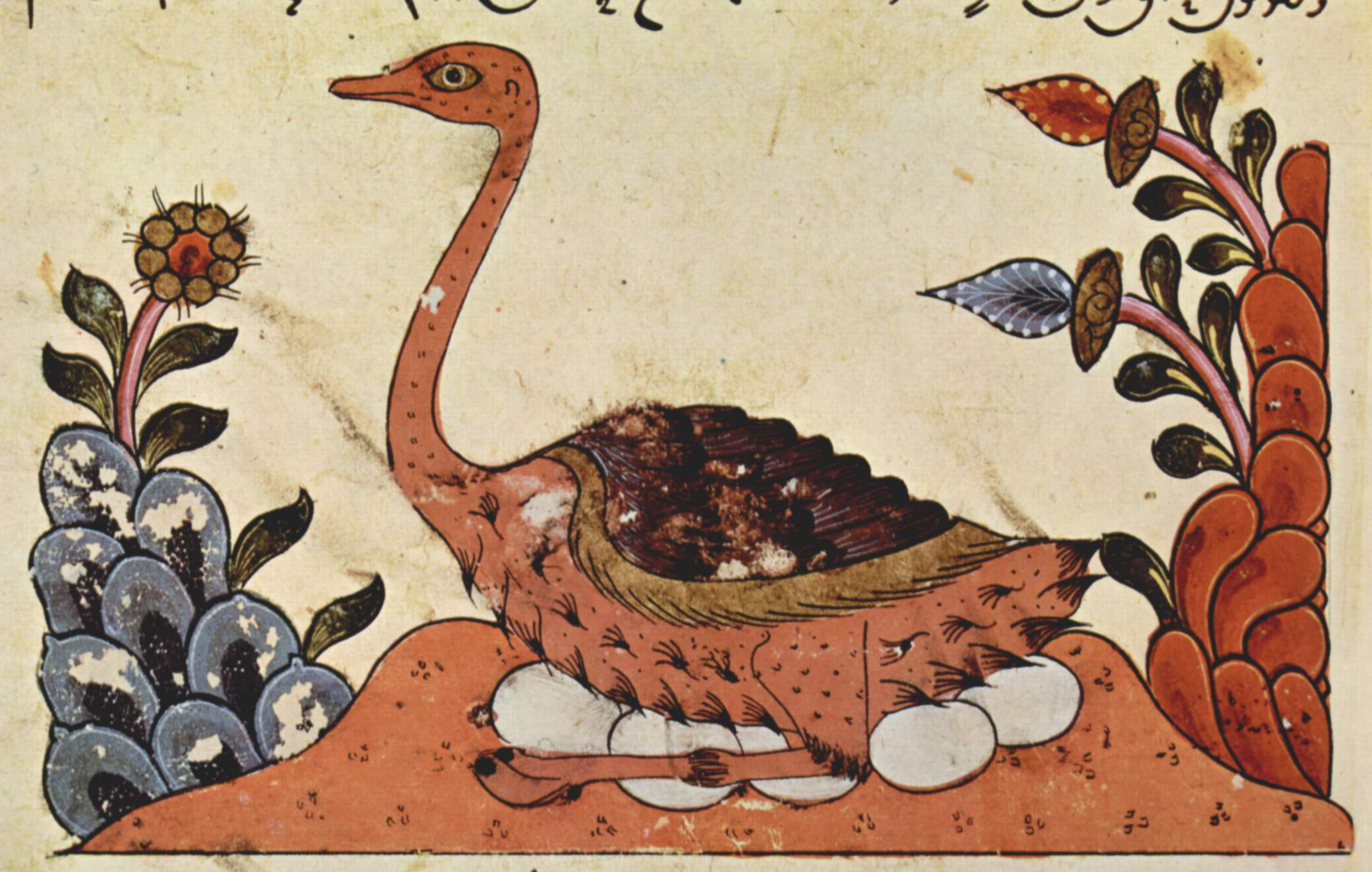
نعامة عربية رسمها الجاحظ في كتاب الحيوان في القرن التاسع الميلادي.

نعامة (الاسم العلمي: Struthio camelus) هو نوع من الطيور يتبع جنس النعامة من فصيلة النعامية.
والنعامة من الطيور الكبيرة التي لا يمكنها الطيران. موطنه الأصلي أفريقيا والشرق الأوسط، إلا أنه تعرض خلال العصور لعمليات صيد جائر أتت على الأعداد التي كانت توجد في صحاري الشرق الأوسط، كما يوجد نوع آخر مشابه من النعام يتواجد في جنوب غرب آسيا. تزن ذكور النعام حوالي 100 - 150 كغم، كم يبلغ ارتفاعها حوالي 2,4 متر. يتميز النعام بقوة ساقيه المذهلة، حيث يستطيع العدو بسرعة تصل إلى 50 كلم/ساعة وأن يحافظ على سرعته تلك لمدة نصف ساعة والنعام هو الطائر الوحيد الذي له إصبعان في كل قدم.

## السلوك

### التغذية
تتغذى النعامات بالنباتات وأحيانا تأكل الزواحف وهي أيضا تأكل الكثير من الرمال لكي تساعدها على هضم (طحن) الطعام.

### التكاثر
يبدأ موسم التكاثر في شهر مارس حتى شهر أكتوبر حوالي 8 أشهر تقريباً في العام الواحد ومتوسط إنتاج البيض للأنثى حوالي 60-100 بيضة في الموسم قد تصل إلى 120 بيضة.
تزن بيضة النعام ما بين 1 كلغ و 1,5 كلغ. تتناوب أنثى النعام مع الذكر على احتضان البيض حيث تحتضنه الأنثى نهاراً ويحتضنه الذكر ليلاً وتتميز بيضة النعامة بشكلها الدائري وكبر حجمها ولونها الأصفر الداكن ومسامها الكبيرة ويفقس بيض النعامة بعد خمسة أسابيع أو ستة من وضعه.

## حقيقة دفن النعامة رأسها بالتراب
ارتبطت صورة النعام خطأ بالجُبن والغفلة، حيث يقال بأنه يخفي رأسه في الرمال عندما يشعر بالخطر، وليس هذا صحيحاً وفي دراسة شملت 200.000 نعامة في عام 1980، لم تسجل حالة دفنت فيها نعامة رأسها في الرمل، أو حتى حاولت ذلك بل تبين خلافا لذلك أن النعامة إذا استشعرت الخطر تركل بساقيها الكبيرتين إذا ما اضطرت للدفاع عن عشها ويتحول أحد أصابعها إلى سلاح فتاك ضد كل من يحاول أن يهاجمها ويصدر ذكر النعام صوتا غريبا كزئير الأسد به همسة غريبة من أجل الذود عن نطاقه.

## تربية
تربية النعام مربحة جدا حيث تُربّى من أجل لحومها وريشها ويتم حاليّاً استئناس النعام وتربيته في مزارع خاصة حيث أن المردود الإستثماري لها عالي ومجزي اقتصادياً. تحتل الصين الآن المركز الخامس عالمياً في تربية النعام حيث يوجد لديهم حوالي 20 ألف من النعام المدجن في مزارع أُعدت مؤخراً لهذا الغرض حيث تستخدم منتجات النعام مثل اللحوم وقشور البيض والريش والدم والعظام والدهون والجلد في مجالات واسعة.

## النعامة الأفريقية

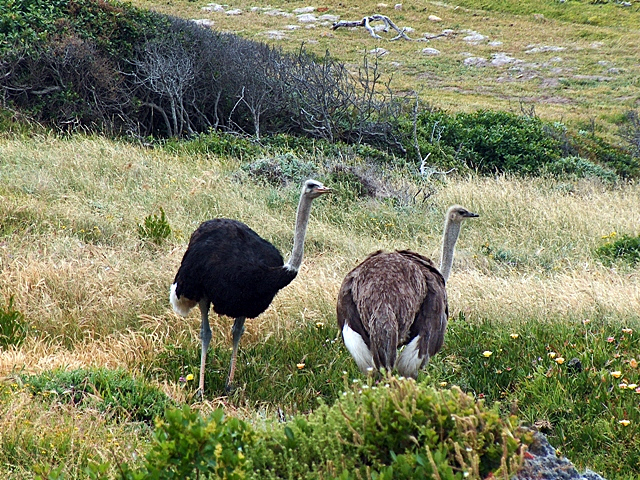
ذكر وأنثى نعامة إفريقية يظهر اختلاف ألوان الريش بينهما

النعامة الأفريقية (Struthio camelus) هي نوع من الطيور العدائة المنتمية لعائلة النعاميات وهي أكبر الطيور الحية حتى الآن.
يبلغ متوسط طول النعامة الأفريقية 2.50 م ووزنها 130 كغ (150 كغ كحد أقصى)، وذكر النعامة هو أثقل وأكبر طائر في العالم كله. النعامة الأفريقية كباقي النعام لها هيئة ضخمة، تدعمها سيقانها الكبيرة والقوية التي تستعملها في العدو، وتعلوها رقبة طويلة التي تنتهي برأس صغير، السيقان عارية. لون الجلد يختلف عن باقي الأنواع، عيون النعامة الأفريقية كبيرة بالمقارنة مع رأسها ومزيّنة برموش طويلة. النعامة لديها أصبعين فقط في الرجلين وهي الوحيدة في طائفة الطيور ولا يوجد بها مخالب.
تأتي الذكور ريشها باللون الأسود مع نهاية الأجنحة والذيل بالأبيض، أما الأنثى فلون ريشها رمادي باهت جدا مع القليل من الأبيض في الأجنحة.
تتواجد النعامة الأفريقية بمعظم الأراضي الأفريقية ولكنها مددت تواجدها إلى سوريا وتوجد في المناطق الصحراوية الرملية أو شبه الصحراوية مع الخضرة والغابات الأقل كثافة.

## سلالات
يوجد حالياً 3 سلالات من طائر النعام هي:
1. النعام ذو الرقبة الحمراء: أكبرها حجماً وأكثرها شراسة وأكثرها مقاومة للأمراض ولكنها أقل في إنتاج البيض تنتج حوالي 8 إلى 12 بيضة سنوياً.
2. النعام ذو الرقبة الزرقاء: متوسط الحجم وهو بري الطباع وهو ينتج حوالي من 15 إلى 20 بيضة.
3. النعام الأسود الأفريقي: أصغرها حجماً وهو مستأنس وغزير في إنتاج البيض فالأنثى تضع حوالي 40 إلى 60 بيضة سنوياً وبعضها يضع أكثر من 100 بيضة. تتكون النعامة الأفريقية من أربع سلالات هي:

- Struthio camelus camelus، هي تعيش في المرتفعات بجبال الأطلس بشمال أفريقيا، على الأراضي الصحراوية والشبه الصحراوية بكل من المغرب والجزائر والسنغال ونيجيريا وصولا إلى مصر وأثيوبيا والسودان.
- Struthio camelus massaicus، يعيش في أفريقيا الشرقية (كينيا وتنزانيا).
- Struthio camelus australis، توجد في الشرق الأوسط ،إنقرضت منذ 1960، تتواجد في جنوب سوريا وسيناء.
- Struthio camelus syriacus، تتواجد بجنوب أفريقيا وكذلك زامبيا وكوين.

لقد اختفت سلالة السورية من الوجود بعد صيدها المفرط بصحراء النقب والأردن والسعودية في 1960 م، وقد وجدت بعض العينات حوالي 13 من هذه السلالة بأثيوبيا وقد تعاد إلى صحراء النقب. هذه السلالات الأربع مهددة في كل من الجزائر، بوركينا فاسو، الكاميرون، مالي، موريتانيا، المغرب، النيجر ،نيجيريا، أفريقيا الوسطى، السنغال، السودان، تشاد. وعلى هذا النحو فهي مسجلة في قائمة الحمراء المعرضة للانقراض ويمنع التجارة بها.

## أمراضه

### الأمراض الفيروسية
1. النيو كاسل (new castle disease)
2. انفلونزا الطيور (avian influenza)
3. جدري الطير (fowl pox)
4. الالتهاب المعوي الفيروسي (corona viral enteritis)
5. التهاب الأمعاء النزفي (crimean congo harmohrrgic enteritis)
6. مرض بورنا (borna disease)

### الأمراض البكتيرية
1. السالمونيلا- الاشيرشياكولاي- السيدمموناس salmonellosis-e.coli-pseudomanas
2. مجموعة الكلوستريديا chlostridial disease
3. الألتهاب المعدي التضخمي megaabacterial gastritis
4. الكلاميديا clamydiosis
5. الفيبرو vibriosis
6. التهاب الحلق pharyngitis
7. الأيري سيبلاس erysiplus
8. الباستريللا pastaurellosis
9. التهاب الجيوب الأنفية infections sinusitis
10. التهاب الأكياس الهوائية air saculitis

### الأمراض الفطرية
1. النزلات المعوية الفطرية candidasis

## صور

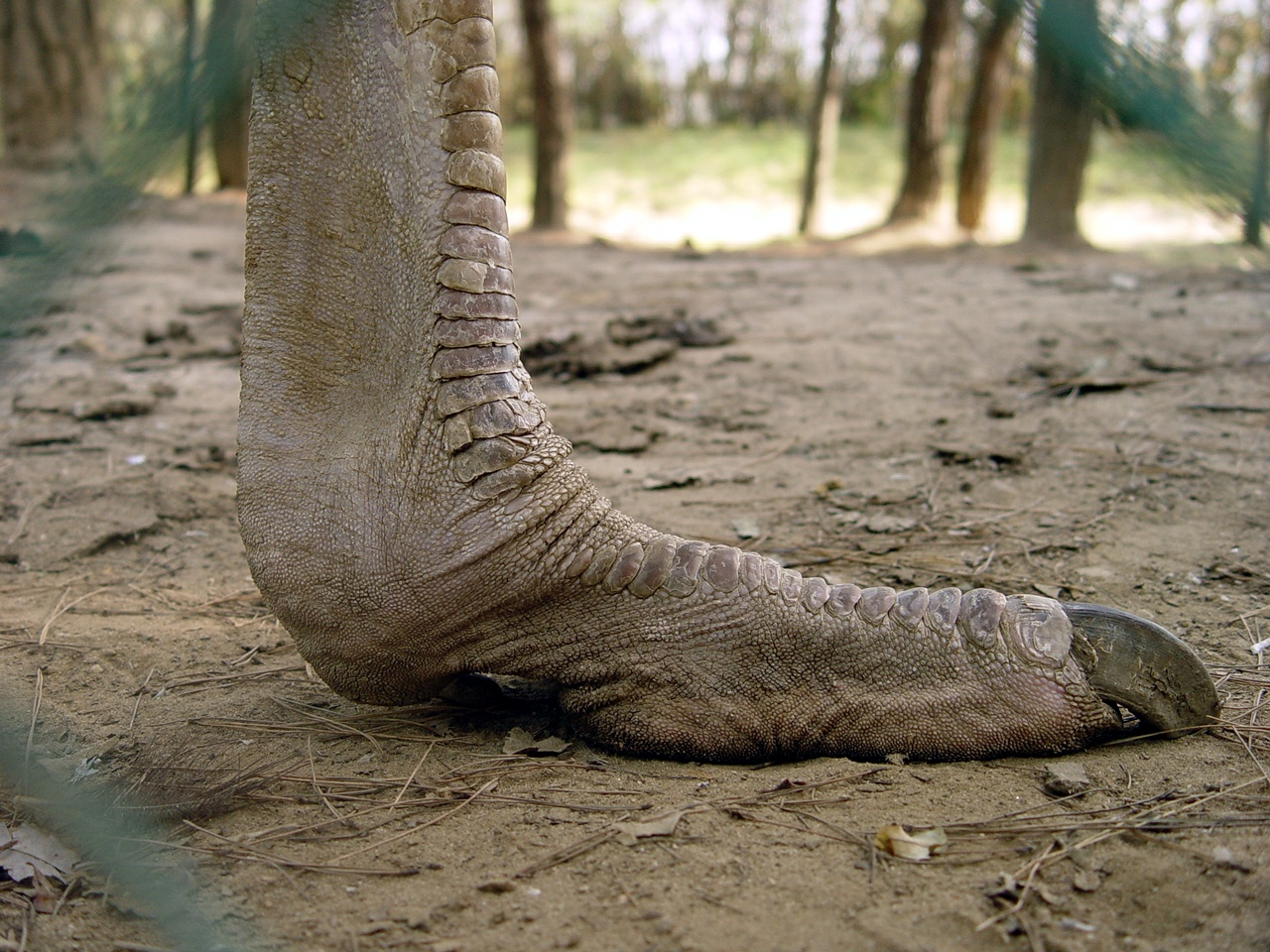
قدم النعامة
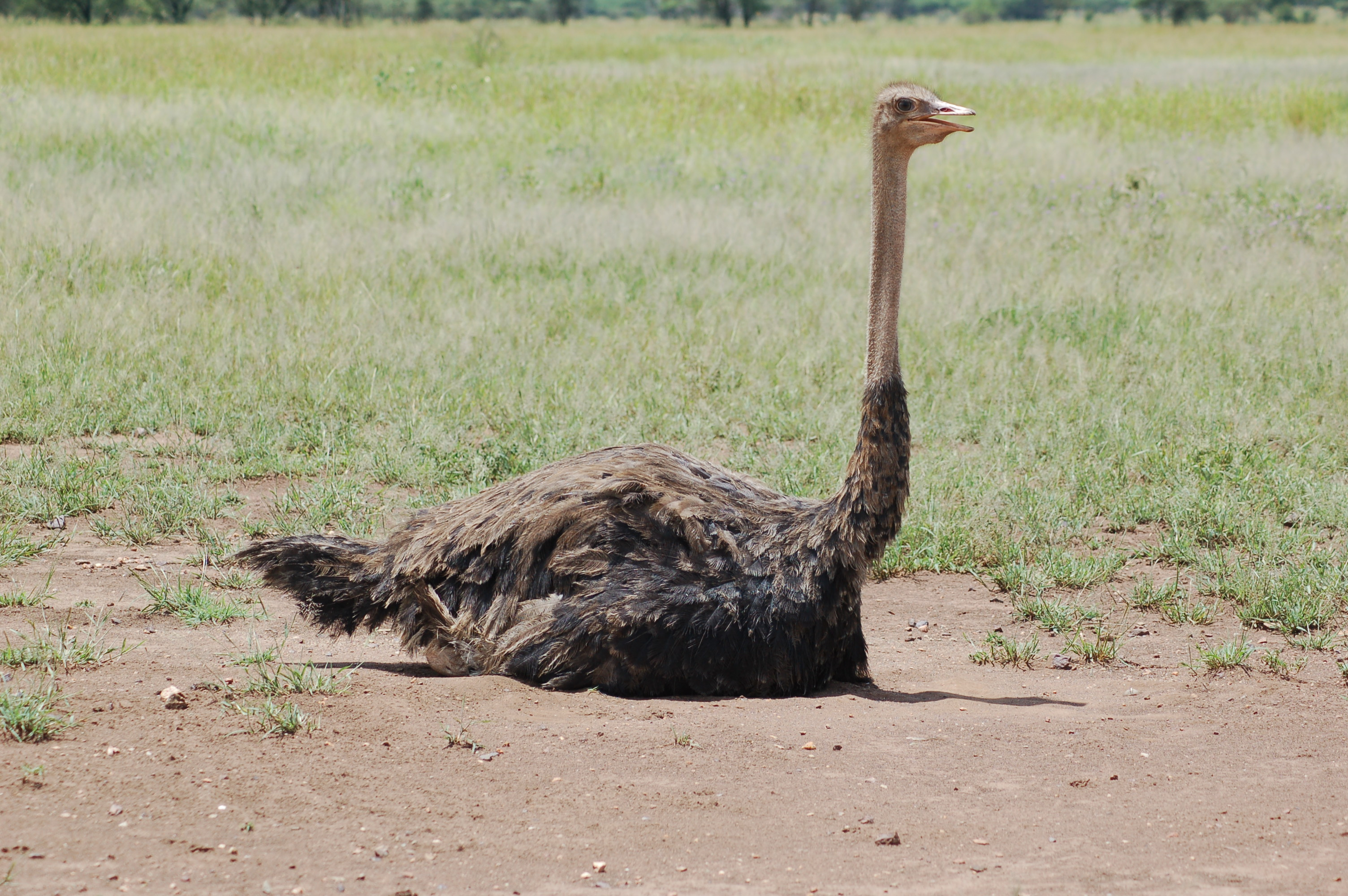
أنثى نعامة مستلقية على الأرض
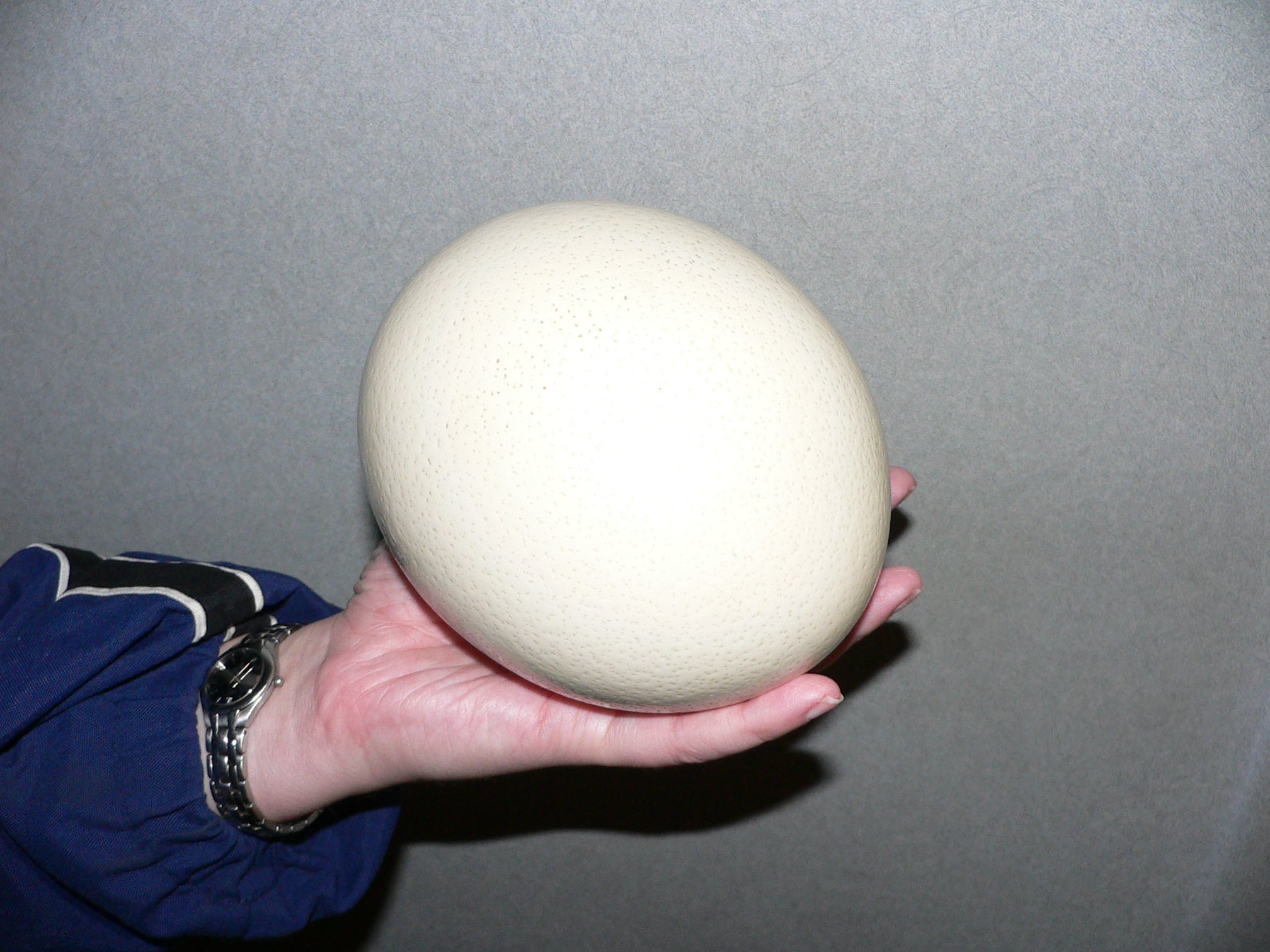
بيض النعامة
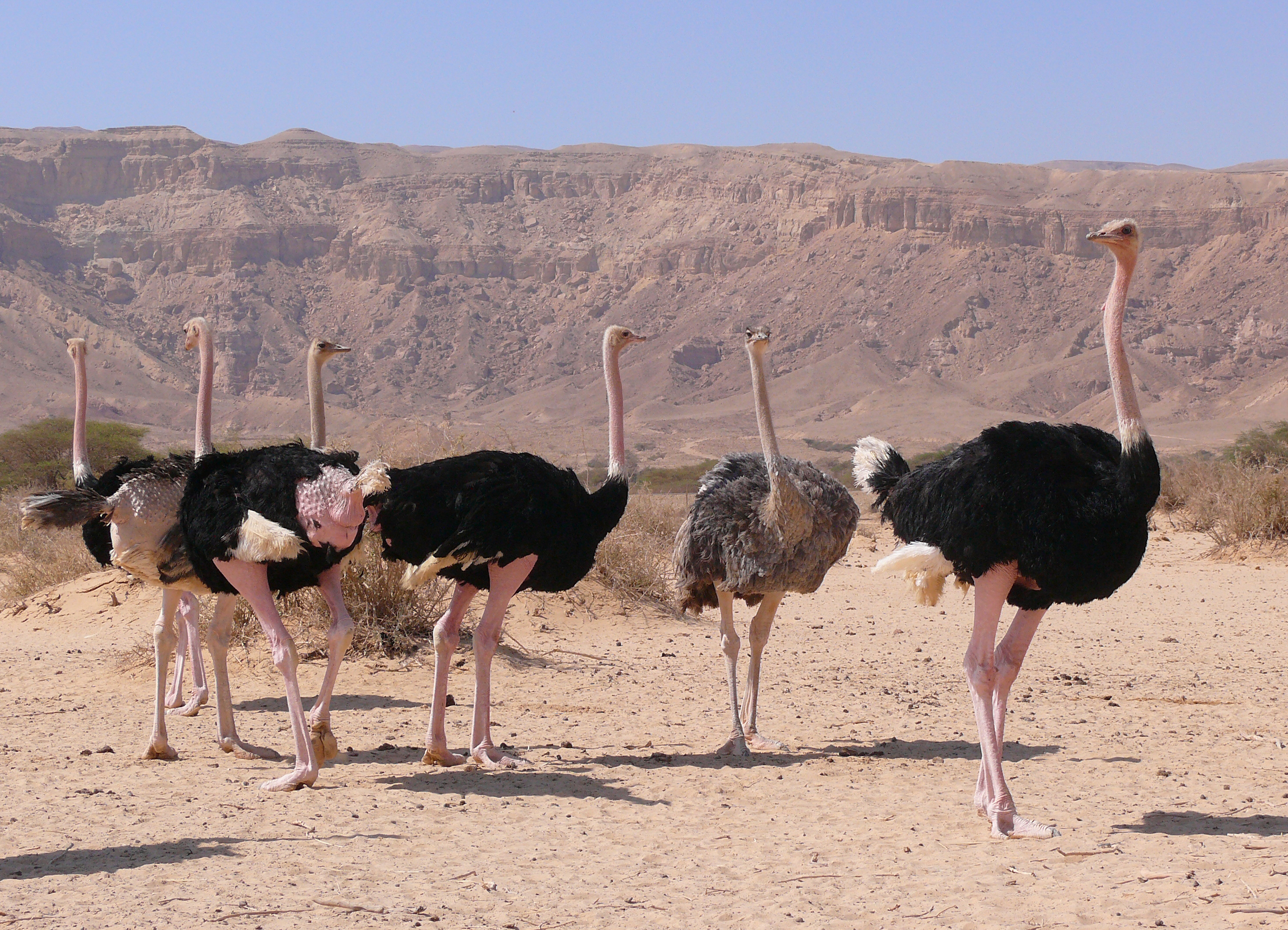
مجموعة من النعام في الطبيعة بدولة فلسطين